# Казакандітелла
Казакандітелла (італ. Casacanditella) — муніципалітет в Італії, у регіоні Абруццо, провінція К'єті.
Казакандітелла розташована на відстані близько 150 км на схід від Рима, 70 км на схід від Л'Аквіли, 12 км на південь від К'єті.
Населення — 1331 особа (2014).
Щорічний фестиваль відбувається 3 вересня. 

## Демографія
Населення за роками:

Станом на 1 січня 2023 року в муніципалітеті офіційно проживало 68 іноземців з 16 країн, серед них 26 громадян країн Євросоюзу.

## Сусідні муніципалітети
- Букк'яніко
- Фара-Філіорум-Петрі
- Філетто
- Сан-Мартіно-сулла-Марручина
- Вакрі